# Lethal Weapon 3
Lethal Weapon 3 é um filme americano de 1992, do gênero ação e policial, dirigido por Richard Donner e baseado em história de Jeffrey Boam e Robert Mark Kamen.

## Sinopse
Às vésperas de sua aposentadoria, o policial Roger Murtaugh se vê envolvido por seu parceiro em uma perigosa investigação para desbaratar uma quadrilha de ladrões de armas

## Elenco
- Mel Gibson .... Martin Riggs
- Danny Glover .... Roger Murtaugh
- Joe Pesci .... Leo Getz
- Rene Russo .... Lorna Cole
- Stuart Wilson .... Jack Edward Travis
- Steve Kahan .... capitão Ed Murphy
- Darlene Love .... Trish Murtaugh
- Traci Wolfe .... Rianne Murtaugh
- Damon Hines .... Nick Murtaugh
- Ebonie Smith .... Carrie Murtaugh
- Gregory Millar .... Tyrone
- Nick Chinlund .... Hatchett
- Alan Scarfe .... Herman Walters
- Mark Pellegrino .... Billy Phelps
- Jan de Bont
- Dean Norris.....

## Principais prêmios e indicações
Grammy 1993 (EUA)
- Indicado na categoria de melhor canção escrita especialmente para o cinema ou televisão.

MTV Movie Awards 1993 (EUA)
- Venceu nas categorias de melhor sequência de ação e melhor dupla (Mel Gibson e Danny Glover).
- Indicado nas categorias de melhor beijo (Mel Gibson e Rene Russo) e melhor canção para cinema (Sting e Eric Clapton) e homem mais desejável (Mel Gibson).